# Новосильцевы
Новоси́льцевы (также устаревшая орфография Новоси́льцовы) — графский и древний дворянский род, из московских бояр.
Род внесён в Бархатную книгу. При подаче документов (29 декабря 1685) для внесения рода в Бархатную книгу, была предоставлена родословная роспись Новосильцевых.
В Гербовник внесены две фамилии Новосильцовых:
1. Потомство Облагини "мужа честна", прибывшего из Швеции (1375) (Герб. Часть VIII. № 11).
2. Потомство Ивана Новосильцова, сыну которого, Петру Ивановичу (31 декабря 1786) пожалован диплом на дворянское достоинство, приобретённое его отцом (Герб. Часть VI. № 102).

Род внесён в VI часть родословных книг Рязанской, Московской, Тамбовской и Тульской губерний.

## История рода

### Происхождение

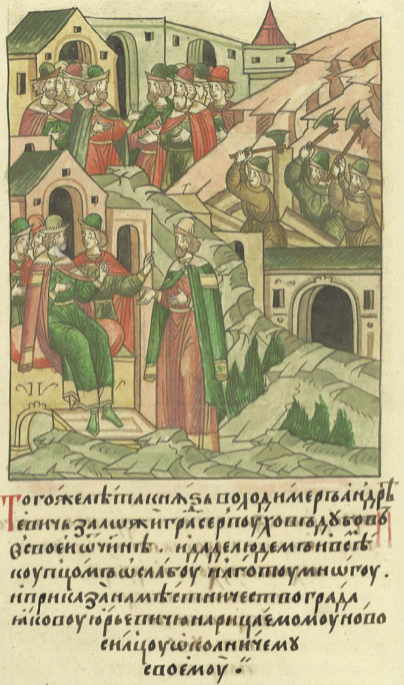
Владимир Андреевич Храбрый и Яков Юрьевич Новосилец

По официальной версии, предок рода, «муж честен», именем Шель, по крещении названный Георгием (Юрием), выехал (1375) из Свейского (Шведского) королевства в Польшу, к великому князю Ольгерду, а потом в Москву к великому князю Дмитрию Ивановичу Донскому (1376). Сын его Яков Юрьевич Новосилец, окольничий при удельном коломенском князе Владимире Андреевиче Храбром, по его указанию построил Серпухов и был там первым наместником (1372), пожалован в бояре, является родоначальником Новосильцевых.

### ВРусском царстве
- Сын Якова Юрьевича, Иван Яковлевич —  боярин Василия Темного.
  - Василий Иванович, прозванный Китай, наместник в Торжке (1477) Новгороде (1478).
    - Дмитрий Васильевич († 1520), окольничий великого князя Василия Иоанновича. Его потомство носило фамилию Китаевых.

Старшая линия Новосильцевых в XVI веке называлась Коуровы, младшая — Дюткины. Из последних происходил Иван Петрович Новосильцев по прозванию Салтык, ездивший послом в Турцию к султану Сулейману Великолепному (1571), управлявший Печатным приказом. Лука Захарьевич — наместник в Ряжске (1572), Шацке (1580).
Коуровы же обосновались в Волоцком уделе, где служили местным князьям.
Именно тем обстоятельством, что различные ветви Новосильцевых служили по старинным удельным городам, объясняет А. А. Зимин их постепенное измельчание и отсутствие в Боярской думе XVI—XVII вв.

### ВРоссийской империи
- Алексей Яковлевич Новосильцев — советник коммерц-коллегии, помещик Зубцовского уезда. Женат на дочери дворянина московского Фёдора Тимофеевича Братцова Анне. Похоронен в московской церкви Николы в Заяицком.
- Мария Яковлевна Строганова (Новосильцева) (1678—1734) — придворная дама в царствование Петра I[7].
- Василий Яковлевич Новосильцев (1680—1744) был президентом мануфактур-коллегии (при Петре I), потом коммерц-коллегии и сенатором (при Анне Иоанновне); тайный советник и кавалер ордена Св. Александра Невского; друг Бирона, при падении которого был сослан в свои деревни.
  - Александр Васильевич (1717—1785), секунд-майор, женат на Наталье Михайловне Леонтьевой[источник не указан 2329 дней].
    - Василий Александрович (1750—1825), генерал-майор, с 1779 года женат на Варваре Ермолаевне Тишиной (1760—1815), племяннице П. Б. Пассека и тетке Д. Н. Блудова.
      - Александр Васильевич (1784—1828), женат на княжне Прасковье Александровне Лобановой-Ростовской (1795—1851). Их сын
        - Василий Александрович (30.08.1823[8]—1892)
          - Антон Васильевич (1850—1923) — генерал от инфантерии, командир 4-го армейского корпуса.

    - Дмитрий Александрович (1758—16.09.1835), бригадир, всего год (1799—1800) был женат на графине Екатерине Орловой.
      - Владимир Дмитриевич (1800—1825), флигель-адъютант, гвардеец, погиб 14 сентября 1825 на дуэли с членом Северного общества Константином Черновым. На месте дуэли был построен Новосильцевский приют, от которого получил название Новосильцевский переулок.
      - Анна Дмитриевна Васильцовская (1792—1853), внебрачная дочь Дмитрия Александровича, вышла замуж за писателя Михаила Загоскина.

    - Пётр Александрович († ок. 1814), бригадир
      - Александр, Николай, Настасья, Александра (в браке Приклонская), Варвара, Прасковья (в браке Кроткова) и Мария

    - Николай Александрович († ок. 1811)

  - Филипп Васильевич (02.07.1721—20.01.1792[9])
    - Иван Филиппович (1762—1833), тайный советник и сенатор.
- Мария Петровна (урождённая Кожина, 1830—1910) — начальница Смольного института благородных девиц в 1886—1894 годах.
- Леонид Николаевич (1872—1934) — член I и IV Государственной думы от Калужской губернии, офицер, адвокат.

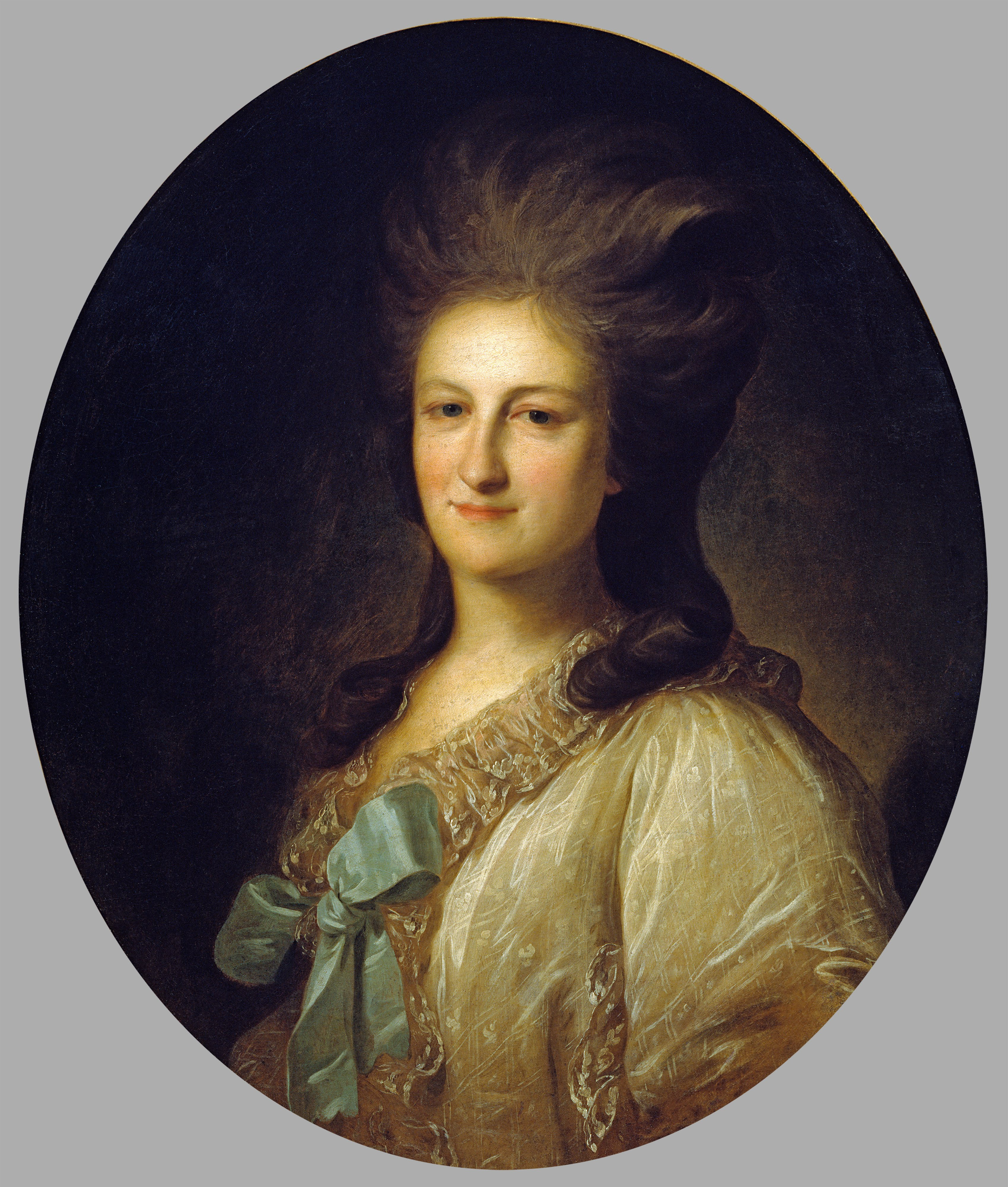
Портрет Варвары Ермолаевны
Новосильцевой кисти Ф. С. Рокотова

Усадьба Новосильцевых в селе Воиново Мценского района (XVIII—XIX вв.) с конца XX в. используется как туберкулёзный санаторий.

## Позднейшие роды
Есть ещё три дворянских рода Новосильцевых позднейшего происхождения. Из одного из них происходил Пётр Иванович Новосильцев (1745-14.12.1805) — действительный тайный советник, сенатор, генерал-провиантмейстер. Он был обязан своим возвышением браку с Екатериной Александровной Торсуковой (1755—1842), родственницей Марии Саввичны Перекусихиной (1739—1824), приятельницы Екатерины II. В браке имел четырех детей, и среди них:
- Пётр Петрович (1797—1869), московский вице-губернатор, затем рязанский губернатор; женат на Анастасии Павловне Мансуровой. В браке имел сына Ивана (1827—90), шталмейстера, и дочь Екатерину (1825—58), вышедшую за князя Н. С. Вяземского.
- Николай Петрович (1789—1856) — российский государственный и общественный деятель, сенатор, знакомый А. С. Пушкина.
  - Его сын, Ардалион Николаевич (1815—1878) — полковник, участник Кавказской и Крымской войн, основоположник механизированного бурения на нефть в России, первый нефтедобытчик на Кубани.

## Графы Новосильцевы
Николай Николаевич Новосильцев (1761—1838) — самый известный и высокопоставленный носитель фамилии, член Негласного комитета, председатель Государственного совета и Комитета министров, кавалер ордена Святого Андрея Первозванного, по указу императора Николая I был возведён (1 июля 1835 года) в графское Российской империи достоинство. Женат не был. При этом, сам Николай Николаевич Новосильцев был рождён вне брака баронессой Марией Сергеевной Строгановой (единственной дочерью С. Г. Строганова), которая позднее стала женой Н. У. Новосильцева, и носил фамилию приёмного отца.

## Другие известные представители

### Русское царство
- Новосильцов Угрим Иванович — воевода в Верхотурье (1600).
- Новосильцов Угрим Васильевич — голова, воевода в Верхотурье (1601-1608).
- Новосильцов Михаил Игнатьевич — воевода в Томске (1602-1614) (три раза), в Арзамасе (1625-1626), московский дворянин (1627-1629), постригся.
- Новосильцов Петр Иванович — воевода в Кашине (1614).
- Новосильцов Дмитрий Постников — воевода в Царицыне (1625-1626), московский дворянин (1627-1629).
- Новосильцев Пётр Китаев — владимирский городской дворянин (1627-1629).
- Новосильцев Трофим Фёдорович — коломенский городской дворянин (1627-1629).
- Новосильцев Иван Матвеевич — стольник патриарха Филарета (1627-1629).
- Новосильцевы: Иван и Владимир Михайловичи — стольники (1627-1640).
- Новосильцев Иван Фёдорович - московский дворянин (1626-1677).
- Новосильцов Владимир Михайлович — воевода в Ряжске (1645-1647), в Вольном (1652-1654), московский дворянин (1658-1677) (ум. 1678).
- Новосильцов Григорий Владимирович — стряпчий (1661), стольник (1668-1692), воевода в Енисейске (1686-1688).
- Новосильцев Борис Андреевич — стряпчий (1668-1676), московский дворянин (1692).
- Новосильцев Дементий Иванович — стряпчий (1681), стольник (1682-1692).
- Новосильцев Яков Григорьевич — стольник царицы Прасковьи Фёдоровны (1686-1692).
- Новосильцевы: Яков Захарьевич и Григорий Петрович — стряпчие (1671-1692).
- Новосильцевы: Пётр и Алексей Яковлевичи — стольники (1686-1692).
- Новосильцов Василий Яковлевич — воевода в Перми (1699)[11][12].

### Российская империя
- Новосильцев, Николай Иванович (1848—1916) — калишский губернатор.
- Новосильцев, Леонид Николаевич (1872—1934) — адвокат, член I и IV Государственной думы от Калужской губернии.
- Новосильцев, Юрий Александрович (1853—1920) — российский общественный деятель.

## Описание гербов

#### Герб Новосильцевых 1785 г.
В Гербовнике Анисима Титовича Князева 1785 года имеется печать с гербом Саввы Устиновича Новосильцева: в серебряном поле щита, фигура переплетённого каната, жёлто-серого цвета, в виде "узла любви" (в Европейской геральдике относится к изменённому женскому гербу). На верху фигуры крест. Щит увенчан коронованным дворянским шлемом, без шейного клейнода. Нашлемник: пять страусовых перьев. Цветовая гамма намёта не определена.

#### Герб. Часть VI. № 102.

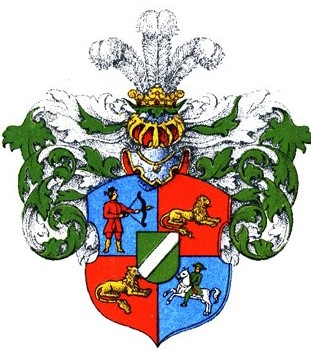
VI, № 102

Герб потомства тайного советника и сенатора Петра Ивановича Новосильцева: в щите, разделённом на четыре части, посредине находится малый щиток зелёного цвета с серебряной полосой, означенной диагонально к левому верхнему углу (изм. польский герб Дружина). В первой части, в голубом поле, означен стрелок, пускающий из лука золотую стрелу. Во второй и третьей частях, в красном поле, два лежащих золотых льва, обращённых в левую сторону. В четвёртой части, в голубом поле, ездок, скачущий на коне. Щит увенчан дворянским шлемом и короной с тремя страусовыми перьями. Намёт на щите серебряный, подложен зелёным.